# 尤利乌斯堡
尤利乌斯堡是德国石勒苏益格－荷尔斯泰因州的一个市镇。总面积6.04平方公里，总人口192人，其中男性86人，女性106人（2011年12月31日），人口密度32人/平方公里。